# Come in un'ultima cena
Come in un'ultima cena è il quinto album in studio del gruppo musicale italiano Banco del Mutuo Soccorso, pubblicato nel 1976.

## Tracce
Lato A
1. ...a cena, per esempio – 6:20 (Francesco Di Giacomo, Vittorio Nocenzi (testo), Vittorio Nocenzi (musica))
2. Il ragno – 4:55 (Francesco Di Giacomo, Vittorio Nocenzi (testo), Vittorio Nocenzi (musica))
3. È così buono Giovanni, ma... – 3:32 (Francesco Di Giacomo, Vittorio Nocenzi (testo), Vittorio Nocenzi (musica))
4. Slogan – 7:23 (Francesco Di Giacomo, Vittorio Nocenzi (testo), Vittorio Nocenzi (musica))

Durata totale: 22:10
Lato B
1. Si dice che i delfini parlino – 5:50 (Francesco Di Giacomo, Vittorio Nocenzi (testo), Gianni Nocenzi (musica))
2. Voilà Mida (il guaritore) – 6:14 (Francesco Di Giacomo, Vittorio Nocenzi (testo), Gianni Nocenzi (musica))
3. Quando la buona gente dice – 1:57 (Francesco Di Giacomo, Vittorio Nocenzi (testo), Vittorio Nocenzi (musica))
4. La notte è piena – 4:14 (Francesco Di Giacomo, Vittorio Nocenzi (testo), Gianni Nocenzi (musica))
5. Fino alla mia porta – 4:30 (Francesco Di Giacomo, Vittorio Nocenzi (testo), Vittorio Nocenzi (musica))

Durata totale: 22:45

## Il disco
Quest'album venne successivamente realizzato anche in inglese "As in a Last Supper", con le traduzioni di Angelo Branduardi.

## La copertina
- Caesar Monti
- Wanda Monti

## Formazione
Gruppo
- Francesco Di Giacomo - voce
- Vittorio Nocenzi - organo Hammond, sintetizzatore, clavicembalo, solina, voce
- Gianni Nocenzi - pianoforte, pianoforte elettrico, sintetizzatore, clarinetto piccolo mib, recorder
- Rodolfo Maltese - chitarra acustica, chitarra elettrica, tromba, corno francese, voce
- Renato D'Angelo - basso, chitarra acustica
- Pierluigi Calderoni - batteria, percussioni

Altri musicisti
- Angelo Branduardi - violino

Note aggiuntive
- Banco del Mutuo Soccorso - produttore, missaggio
- David Zard - produttore esecutivo
- Peter Kaukonen - tecnico del suono, missaggio

## Classifiche
Album
| Anno | Classifica              | Posizione raggiunta |
| ---- | ----------------------- | ------------------- |
| 1976 | Hit parade Italia Album | 9                   |